# Boris Kobe
Boris Kobe (Ljubljana, 9 oktober 1905 – 3 mei 1981) was een Sloveense architect en kunstschilder, die in de Tweede Wereldoorlog als politiek gevangene was gedetineerd in het concentratiekamp Allach. 

## Biografie
Kobe werd op 9 oktober 1905 geboren in Ljubljana. Hij studeerde architectuur bij Jože Plečnik aan de technische faculteit van de Universiteit van Ljubljana. In 1929 behaalde hij zijn diploma. In 1979 ontving hij de France Prešeren-prijs voor architectuur, schilderkunst, het ontwerpen van monumenten, het illustreren van boeken en voor pedagogisch werk.
Hij werd in februari 1945 gearresteerd en naar het concentratiekamp Dachau gestuurd, van daaruit naar het nevenkamp Überlingen-Aufkirch en in april 1945 naar het kamp Allach bij München. Tijdens zijn detentie maakte hij tarotkaarten waarop het leven in een concentratiekamp werd vastgelegd. Tragische en vernederende scènes werden vermengd met bittere humor.
- Gemeinsame Normdatei: 1061093581
- International Standard Name Identifier: 0000 0000 4173 6234
- Library of Congress Control Number: no98103995
- Système universitaire de documentation: 220414165
- Union List of Artist Names: 500261434
- Virtual International Authority File: 61167879
- WorldCat: E39PBJfmjbMMpDykhKjhBFXw4q